# تعدی بر ما
تعدی بر ما (انگلیسی: Trespass Against Us) یک فیلم جنایی درام بریتانیایی-آمریکایی است که در سال ۲۰۱۶ منتشر شد.

## بازیگران
- مایکل فاسبندر
- برندن گلیسون
- لیندزی مارشال
- روری کینیار
- شان هریس
- تونی وی
- بری کیوگن
- اَلن ویلیامز
- آناستازیا هیلی
- پیتر وایت
- مارک لویس جونز